# Pionites
Amazónek (Pionites) je rod papoušků, do kterého jsou řazeny dva druhy amazónků. Patří sem amazónek černotemenný a amazónek bělobřichý, každý z nich je členěn na několik poddruhů. Podle své velikosti se řadí mezi menší papoušky. Dorůstají do výšky okolo 23 cm, váží přibližně 160 g a dožívají se až 35 let.

## Historie amazónků rodu Pionites

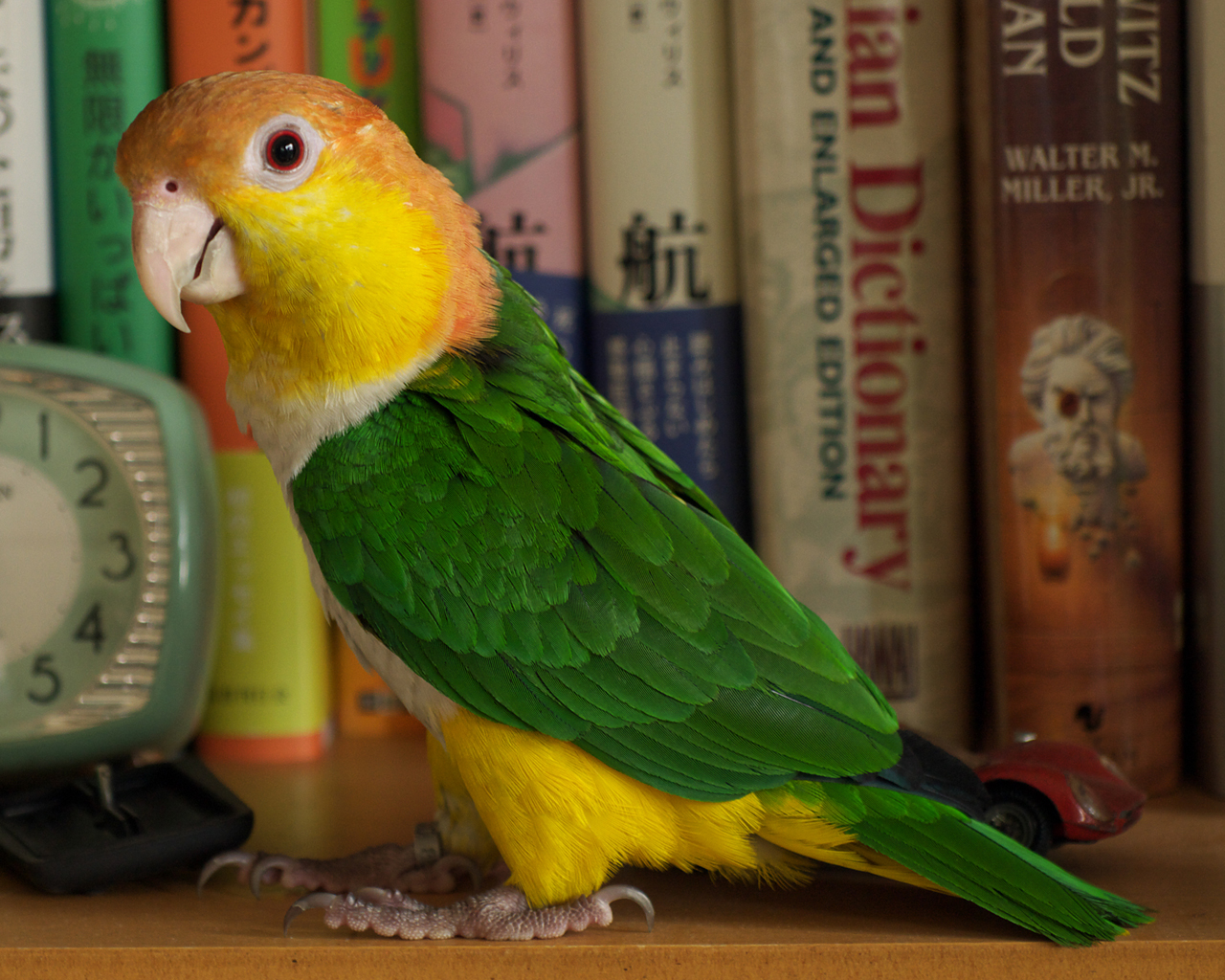
Amazónek bělobřichý

V roce 1751 se objevila první zmínka o chovu amazónků, kdy došlo ke koupi amazónka neznámým londýnským obchodníkem. Prvním amazónkem, který se objevil v roce 1855 v anglické zoo, byl amazónek černotemenný. Zajímavostí je, že v této době nebyl druh Pionites v Evropě vůbec známý. Do tohoto rodu byl zařazen o třicet pět let později. Předtím byl výskyt amazónků zaznamenán v jižním Mexiku, jihovýchodní Brazílii a Bolívii.

### Chov a rozmnožování amazónků
V domácím odchovu amazónků převažují samečci. Nevýhodou při koupi dospělých jedinců se stává věk, minulost a neprokázané pohlaví. Amazónci mohou hnízdit ve věku dvou až tří let. Jako další nevýhoda u amazónků se jeví skutečnost, že jim snadno přerůstají zobáky a drápky, pokud nemají k dispozici nařezané větve. Amazónci hnízdí v dutinách vysoko v korunách stromů. Rozmnožovací cyklus, od spáření po opeření mladých, trvá přibližně 17 týdnů.

### Potrava
Amazónci se živí především širokým výběrem z řad rostlin, semen a plodů.

## Druhy a poddruhy
- amazónek černotemenný (Pionites melanocephalus)
  - amazónek černotemenný východní (Pionites melanocephalus melanocephalus)
  - Amazónek černotemenný západní (Pionites melanocephalus pallidus)
- amazónek bělobřichý (Pionites leucogaster)
  - amazónek bělobřichý severní (Pionites leucogaster leucogaster)
  - amazónek bělobřichý ekvádorský (Pionites leucogaster xanthomerius)
  - amazónek bělobřichý západní (Pionites leucogaster xanthurus)